# Michael Lind

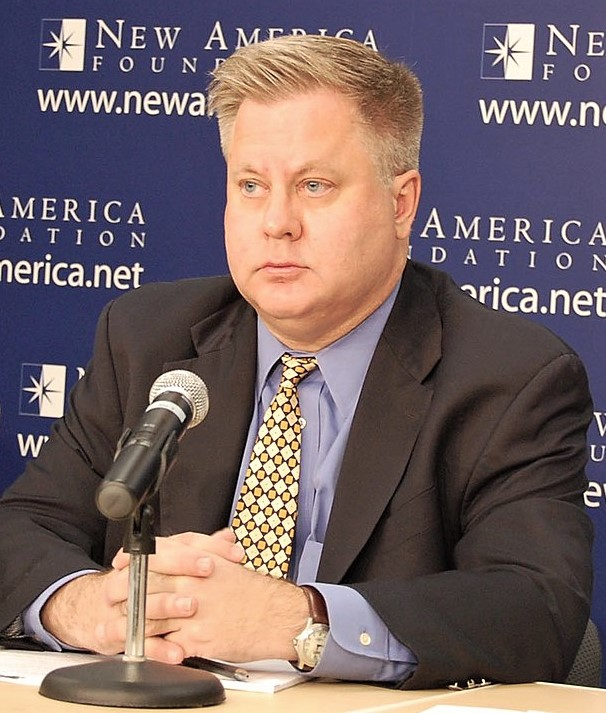
Michael Lind

Michael Lind (geboren 23 april 1962) is een Amerikaanse schrijver over de Amerikaanse binnenlandse en buitenlandse politiek, politieke economie en geschiedenis. Hij maakte in 1995 furore met zijn boek The Next American Nation. Momenteel is hij professor aan de Lyndon B. Johnson School of Public Affairs van de Universiteit van Texas in Austin.
Lind is van gemengde Zweedse, Engelse, Schotse en mogelijk Duits-Joodse afkomst en studeerde aan de Universiteit van Austin, de Yale University en de Texas Law School.
Lind werkte van 1988 tot 1990 voor een project van de Amerikaanse Heritage Foundation en daarna een het Center for the Study of Foreign Affairs van het Amerikaanse ministerie van Buitenlandse Zaken, Vervoilgens werd hij hoofdredacteur van het tijdschrift The National Interest en redacteur bij Harper's Magazine. The New Republic en The New Yorker.
In 1999 was hij medeoprichter van de New America Foundation (nu New America) met Ted Halstead, Sherle Schwenninger en Walter Russell Mead.
Sinds 2015 pleit Lind voor een politiek beleid dat ook wel "verlicht nationalisme" of "liberaal nationalisme" wordt genoemd.